# Heliconius astraea
Heliconius astraea är en fjärilsart som beskrevs av Otto Staudinger 1896. Heliconius astraea ingår i släktet Heliconius och familjen praktfjärilar. Inga underarter finns listade i Catalogue of Life.